# Johannes Hertenberg
Johannes Hertenberg (né le 15 avril 1668, et mort le 19 octobre 1725 à Colombo) est un administrateur colonial hollandais. Il a été le gouverneur de Makassar, le commandant de Galle, de Maladar, et le 22e gouverneur du Ceylan néerlandais.

## Biographie
Johannes Hertenberg a voyagé aux Indes orientales néerlandaises, actuelle Indonésie, en tant que troisième chirurgien du bateau De Groote Vischerij. Il réussit à s'en sortir en devenant marchand à Makassar en 1712.
Entre juin et septembre 1712, il devient le Gouverneur de Makassar en intérim, après la mort de Gerrit van Toll et avant l'arrivée de son successeur Joannes Sipman.
Il revint à Batavia en 1714 en tant que marchand, mais en novembre 1714, il est envoyé à Ceylan pour devenir commandant de Galle.
En 1716, il devint le Commandant de Malabar, dans la cote ouest de l'Inde, où il entretient une bonne relation avec les Zamorin.
Il fut nommé gouverneur de Ceylan à la mort d'Isaak Augustyn Rumpf en juin 1723. Jacob de Jong devint commandant de Malabar à sa place, et Johannes Hertenberg prit alors ses fonctions à Colombo le 12 janvier 1724. 
Encore une fois, il semblait avoir une bonne relation avec le souverain local, le roi de Kandy, mais Hertenberg mourut après deux ans au pouvoir le 19 octobre 1725.